# Catehismul luteran
Catehismul luteran, alternativ Catehismul calvinesc sau Catehismul de la Sibiu, este prima carte tipărită în limba română. Lucrarea a fost tipărită în anul 1544 la Sibiu de către Filip Moldoveanul (Philippus Pictor), și, deși nu s-a mai păstrat nici un exemplar, o însemnare din registrele de cheltuieli ale orașului atestă apariția acestui catehism: „Ex voluntate Dominorum dati sunt Magistri Philippo pictori, pro impressione Catehismi valachici bibale, florenos duos” („Din voia Domnilor, magistrului Filip Pictorul i-au fost dați ca bacșiș pentru tipărirea catehismului românesc, 2 florini”). Însă, prima informație referitoare la existența acestei cărți datează doar din anul 1847 și îi  aparține lui Jancsó Imre, funcționar al Cancelariei Aulice Transilvane. Acesta i-a spus lui Timotei Cipariu că într-o foaie volantă tipărită în anul 1546, în limba germană, era menționată apariția unui catehism luteran, la Sibiu, în limba română.
În Istoria Bisericii Românești, Nicolae Iorga scrie că: Cipariu, harnicul cercetător al vechii limbi românești, a mai apucat sa vadă acest Catehism, căruia i se zicea: “Întrebare creștinească”, dar noi îl cunoaștem numai după o nouă ediție pe la 1562, cu o ciudată și foarte ignorantă introducere, ca și după manuscriptul în care e copiat de un preot din cei d’intâiu ani ai veacului al XVII-lea.